# Pristiapogon
Pristiapogon is een geslacht van straalvinnige vissen uit de familie van de kardinaalbaarzen (Apogonidae).

## Soorten
- Pristiapogon abrogramma Fraser & Lachner, 1985
- Pristiapogon exostigma Jordan & Starks, 1906
- Pristiapogon fraenatus Valenciennes, 1832
- Pristiapogon kallopterus Bleeker, 1856
- Pristiapogon taeniopterus Bennett, 1836